# Achterhoekse Wandelvierdaagse
De Achterhoekse Wandelvierdaagse (of Doetinchemse vierdaagse) is een vierdaags wandelevenement dat sinds 2005 ieder jaar vanuit Doetinchem georganiseerd wordt. Naast deze wandelvierdaagse, worden er ook wandelvierdaagses in Nijmegen en Apeldoorn gehouden. De tocht werd in 2005 van 23 t/m 26 augustus gehouden en had bijna 1500 deelnemers. In het jaar 2006 vond het evenement een week eerder plaats en waren er 2100 deelnemers.

## Routes
Er zijn door de Achterhoek verschillende routes uitgezet. De routes zijn, op de verschillende dagen:
- Dag 1: de route gaat richting westen door de dorpen: Laag Keppel, Hoog Keppel, Angerlo, Didam, Kilder en Wehl.
- Dag 2: de route gaat naar het oosten door: Kasteel de Slangenburg, Halle, Varsseveld, Silvolde, Terborg en Gaanderen.
- Dag 3: de route gaat naar het noorden door: Keijenborg, Hengelo, Varssel, Linde, Veldhoek en Zelhem.
- Dag 4: de route gaat richting zuiden door: Zeddam, Elten (D), Emmerik (D), 's Heerenberg, Zeddam en Braamt, die ook gedeeltelijk door Duitsland gaat.